# Lokalbahn Polnisch-Ostrau–Hruschau
Die Lokalbahn Polnisch-Ostrau–Hruschau war eine schmalspurige Lokalbahn in Österreich, die von der Mährisch-Schlesischen Lokalbahn-Aktien-Gesellschaft (MSLAG) erbaut und betrieben wurde. Deren Strecke begann in Polnisch Ostrau und führte im Teschener Schlesien zum Bahnhof der k.k. priv. Kaiser Ferdinands-Nordbahn (KFNB) in Hruschau.
Im Jahr 1911 wurde die MSLAG aufgelöst und die Strecke an die Schlesischen Landeseisenbahnen (SLEB) übertragen. Zuletzt war sie Teil der Straßenbahn Ostrava.

## Geschichte

Aktie der MSLAG

Die Gemeinde Polnisch Ostrau ersuchte 1901 um eine Vorkonzession zum Bau einer Lokalbahn nach Hruschau. Am 17. Oktober 1903 wurde die Mährisch-schlesische Lokalbahn-Aktiengesellschaft (MSLAG) mit einem Aktienkapital von 850.000 Kronen gegründet. 52 Prozent der Aktien hielt die Mährisch-Ostrauer Elektrizitätsgesellschaft mit Sitz in Mährisch-Ostrau, 48 Prozent die Gemeinde Polnisch-Ostrau.
Die MSLAG erhielt am 14. November 1903 die „Konzession zum Baue und Betriebe einer als schmalspurige Lokalbahn auszuführenden Lokomotiveisenbahn von der Station Hruschau der k.k. priv. Kaiser Ferdinands-Nordbahn nach Polnisch-Ostrau mit einem Schleppgeleise zur Sodafabrik in Hruschau.“ Teil der Konzession war die Verpflichtung, den Bau der Strecke sofort zu beginnen und binnen eines Jahres fertigzustellen. Die Konzessionsdauer war auf 90 Jahre festgesetzt.

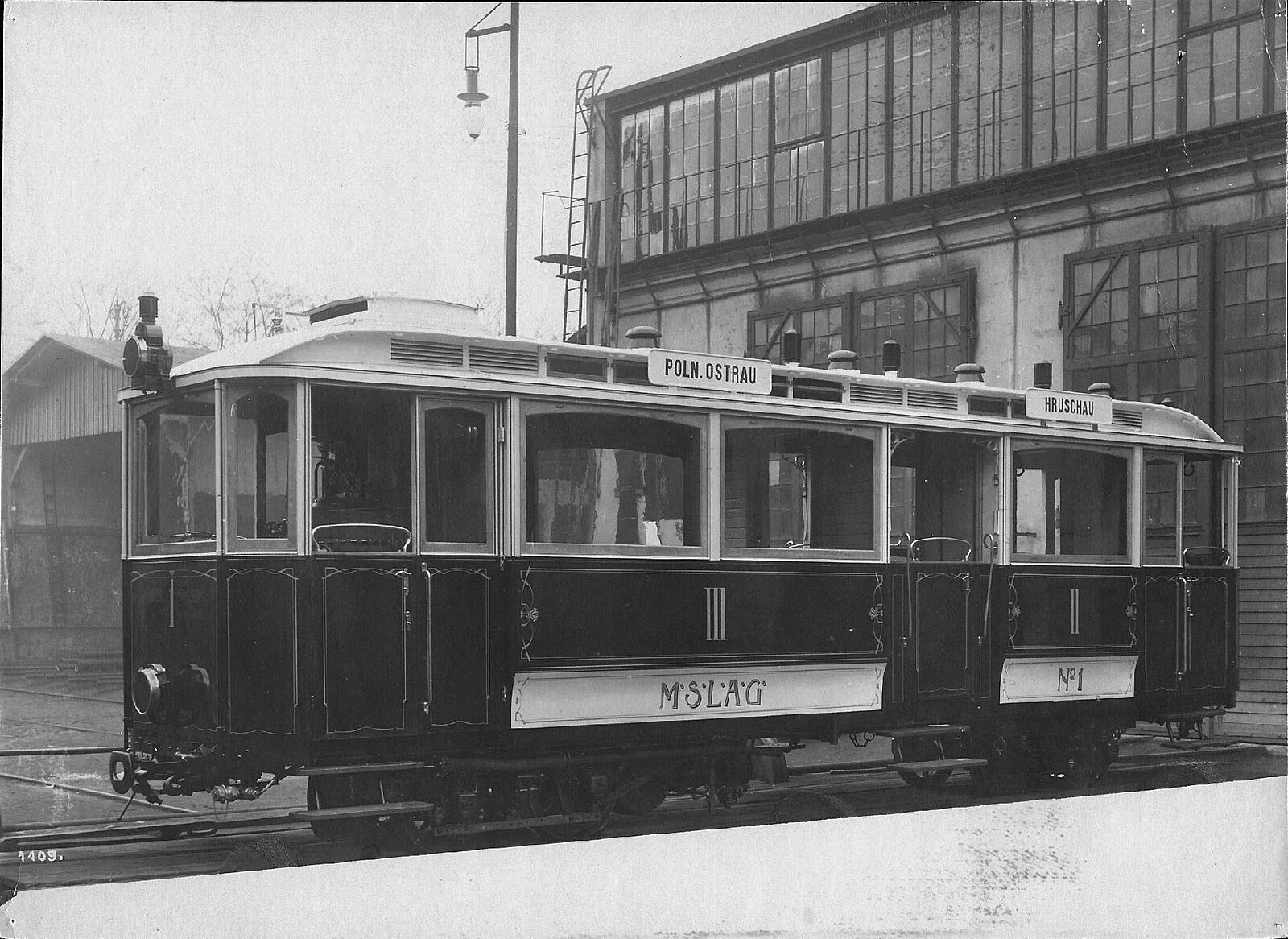
Dampfwagen 1 der MSLAG (Werkfoto; 1904)

Elektrischer Triebwagen der SLEB und Güterzug mit Dampflokomotive (um 1915)

Am 9. November 1904 wurde die Strecke als Elektrische Lokalbahn in bosnischer Spur (760 mm) eröffnet. Heizhaus und Werkstätten befanden sich in Hruschau am dortigen Lokalbahnhof. Schleppbahnen für den Kohleverkehr gab es zum Dreifaltigkeits-Schacht in Polnisch-Ostrau und zur Ersten österreichischen Sodafabrik in Hruschau. Ab 1909 gab es in Polnisch Ostrau, Reichsbrücke einen Anschluss an die neugebaute elektrische Lokalbahn Ostrau–Karwin (LBOK). Eine Gleisverbindung diente zum Austausch von Güterwagen, Übergangsreisende konnten dort zwischen den Zügen beider Betriebe umsteigen.
Am 8. November 1910 beschloss der schlesische Landtag den Ankauf aller Aktien der MSLAG. Die MSLAG wurde daraufhin aufgelöst. Strecke und Fahrzeuge wurden in das neue landeseigene Unternehmen Schlesische Landeseisenbahnen (SLEB) übertragen. Die Betriebsführung übernahm zunächst die LBOK für Rechnung des Eigentümers.
Im Eigentum der SLEB wurde die Lokalbahn Polnisch Ostrau–Hruschau unmittelbar darauf mit elektrischer Fahrleitung ausgerüstet. Am 28. Oktober 1911 begann dort der elektrische Eisenbahnbetrieb. Von den SLEB wurde die Strecke ab 2. Juli 1914 in die neue elektrische Lokalbahn nach Oderberg-Bahnhof einbezogen. Die SLEB führten den Betrieb ab diesem Zeitpunkt selbst.
Mit den SLEB kam die Strecke am 1. Oktober 1949 in die Verwaltung der Verkehrsbetriebe der Stadt Ostrava (Dopravní podniky města Ostravy; DPmO). Als Teil der Straßenbahn Ostrava wurde die Strecke als Linie 13 weiter betrieben. In den Jahren 1961 und 1962 wurde die Strecke abschnittsweise stillgelegt und durch eine bis heute bestehende Oberleitungsbuslinie ersetzt.

## Fahrbetriebsmittel
Die MSLAG beschaffte für die Lokalbahn Polnisch Ostrau–Hruschau zwei Dampfmotorwagen sowie vier Personenwagen. Für den Güterverkehr standen zwei Dampflokomotiven, zwei geschlossene Güterwagen und zehn offene Selbstentladewagen System Talbot zur Verfügung. Im Rahmen der Elektrifizierung wurden die beiden Triebwagen 1911 auf elektrischen Antrieb umgebaut. Keines der Fahrzeuge ist museal erhalten.
| Dampfmotorwagen | Dampfmotorwagen     | Dampfmotorwagen | Dampfmotorwagen | Dampfmotorwagen                                                                                        | Dampfmotorwagen |
| Nr.             | Hersteller          | SLEB-Nr.        | DPmO-Nr.        | Anmerkungen                                                                                            |                 |
| --------------- | ------------------- | --------------- | --------------- | --- | --------------- |
| 1               | Ringhoffer, Smíchov | 309             | 4033            | Dampferzeuger De Dion-Bouton, 1911 auf elektrischen Antrieb umgebaut, als Güterwagen 1973 ausgemustert |                 |
| 2               | Ringhoffer, Smíchov | 310             | 4034            | Dampferzeuger De Dion-Bouton, 1911 auf elektrischen Antrieb umgebaut, als Güterwagen 1973 ausgemustert |                 |

| Lokomotiven | Lokomotiven | Lokomotiven  | Lokomotiven | Lokomotiven   | Lokomotiven                                                 | Lokomotiven |
| Name        | Nr.         | Hersteller   | Werk.-Nr.   | Nr. (ab 1931) | Anmerkungen                                                 |             |
| ----------- | ----------- | ------------ | ----------- | ------------- | ----------------------------------------------------------- | ----------- |
| HANSEL      | I           | Krauss, Linz | 5047        | U 46.901      | 1952 ausgemustert                                           |             |
| STEFFEL     | II          | Krauss, Linz | 5052        | U 46.902      | 1942 an Zementfabrik Maloměřice verkauft, 1960 verschrottet |             |